# Mononogatari
Mononogatari (もののがたり?) è un manga scritto e disegnato da Onigunsō. È stato serializzato dal 15 aprile 2014 al 15 dicembre 2015 sulla rivista per manga seinen Miracle Jump di Shūeisha, per poi essere trasferito dal 19 gennaio 2016 al 19 giugno 2023 su Ultra Jump, dove si è concluso. Un adattamento anime intitolato Malevolent Spirits: Mononogatari e prodotto da Bandai Namco Pictures è stato trasmesso dal 9 gennaio al 27 marzo 2023. Una seconda stagione è andata in onda dal 3 luglio al 18 settembre 2023.

## Trama
Gli tsukumogami sono spiriti in grado di possedere vecchi oggetti inanimati e acquisire una forma fisica nel mondo degli umani. Tali creature possono essere gentili, violente o una via di mezzo, perciò il clan Saenome aiuta pacificamente a rimandarli nel mondo degli spiriti per evitare disastri. Hyoma Kunato, uno dei membri del clan, però serba rancore nei confronti degli tsukumogami, in quanto uno di loro gli ha sottratto qualcosa per lui molto importante. Temendo che la rabbia del ragazzo nel trattare con questi spiriti possa portare ad eventuali catastrofi soprannaturali, il nonno di Hyoma lo manda a vivere a Kyoto con Botan Nagatsuki, una ragazza che invece vuole bene agli tsukumogami e li tratta come membri della sua famiglia. Hyoma si ritroverà a dover controllare le proprie emozioni quando avrà a che fare con gli tsukumogami, in modo da poter domare la sua rabbia e evitare di venir espulso dal suo clan.

## Personaggi
Hyōma Kunato (岐 兵馬?, Kunato Hyōma)
Doppiato da: Takeo Ōtsuka
L'erede della casa Kunato di Saenome, con sede a Tokyo. Giovane pessimista, i cui fratelli sono stati uccisi da uno tsukumogami, il suo atteggiamento sul campo ha fatto si che il nonno lo mandasse a vivere con gli abitanti della casa Nagatsuki, nella speranza che possa imparare ad "amare" nuovamente gli tsukumogami.
Botan Nagatsuki (長月 ぼたん?, Nagatsuki Botan)
Doppiata da: Yūki Takada
Una giovane studentessa universitaria che vive con diversi tsukumogami benevoli nella casa Nagatsuki. È posseduta da un marebito che è il bersaglio della maggior parte, se non di tutte, le fazioni Saenome, il che la rende una figura di grande valore nella comunità. Come tale, è protetta da una legge di neutralità che impedisce agli altri di attaccarla.
Nagi (薙?)
Doppiato da: Chikahiro Kobayashi
Uno dei diversi tsukumogami benevoli che vivono nella casa Nagatsuki.
Yu (結?, Yū)
Doppiata da: Reina Ueda
Uno dei diversi tsukumogami benevoli che vivono nella casa Nagatsuki.
Kagami (鏡?)
Doppiata da: Aimi Tanaka
Uno dei diversi tsukumogami benevoli che vivono nella casa Nagatsuki.
Suzuri (硯?)
Doppiato da: Yoshiki Nakajima
Uno dei sei tsukumogami benevoli che vivono nella casa di Nagatsuki.
Haori (羽織?)
Doppiata da: Miyuki Sawashiro
Uno dei numerosi tsukumogami benevoli che vivono nella villa Nagatsuki. Serve come contatto principale di Zohei per il soggiorno di Hyoma a casa Nagatsuki.
Tsubaki Kadomori (門守 椿?, Kadomori Tsubaki)
Doppiata da: Saori Ōnishi
Unica figlia di Taiju. Per ragioni sconosciute, è alla ricerca dello stesso tsukumogami che ha ucciso i fratelli di Hyoma.
Taiju Kadomori (門守 大樹?, Kadomori Taiju)
Doppiato da: Nobuaki Kanemitsu
Il capo della casa Kadomori con sede a Kyoto. Sebbene offra a Hyoma la possibilità di collaborare con lui, il suo rifiuto di eliminare Botan e il suo tsukumogami lo porta a diventare suo nemico. Dopo aver visto da vicino le capacità di Hyoma, decide di procedere con il suo permesso di operare a Kyoto.
Shota Kadomori (門守 松太?, Kadomori Shōta)
Doppiato da: Shohei Tabuchi
Figlio maggiore di Taiju.
Umekichi Kadomori (門守 梅吉?, Kadomori Umekichi)
Doppiato da: Shinya Takahashi
Il secondo figlio di Taiju.

## Media

### Manga
Il manga, scritto e disegnato da Onigunsō, è stato serializzato dal 15 aprile 2014 al 15 dicembre 2015 sulla rivista per manga seinen Miracle Jump di Shūeisha. A seguito della chiusura della testata, la serie è stata trasferita dal 19 gennaio 2016 al 19 giugno 2023 su Ultra Jump, dove si è conclusa. I capitoli sono stati raccolti in 16 volumi tankōbon pubblicati dal 19 marzo 2015 al 18 agosto 2023.
La serie è distribuita anche in Nord America da Seven Seas Entertainment.
In Italia la serie è stata annunciata durante il Lucca Comics & Games 2022 da Edizioni BD che la pubblica sotto l'etichetta J-Pop a partire dal 1º marzo 2023.

#### Volumi
| Nº | Data di prima pubblicazione | Data di prima pubblicazione | Data di prima pubblicazione | Data di prima pubblicazione |
| Nº | Giapponese                  | Giapponese                  | Italiano                    | Italiano                    |
| -- | --------------------------- | --------------------------- | --------------------------- | --------------------------- |
| 1  | 19 marzo 2015               | ISBN 978-4-08-890107-7      | 1º marzo 2023               | ISBN 978-88-349-1895-1      |
| 2  | 17 aprile 2015              | ISBN 978-4-08-890163-3      | 29 marzo 2023               | ISBN 978-88-349-1936-1      |
| 3  | 18 dicembre 2015            | ISBN 978-4-08-890326-2      | 10 maggio 2023              | ISBN 978-88-349-2054-1      |
| 4  | 19 maggio 2016              | ISBN 978-4-08-890447-4      | 12 luglio 2023              | ISBN 978-88-349-2199-9      |
| 5  | 19 dicembre 2016            | ISBN 978-4-08-890555-6      | 13 settembre 2023           | ISBN 978-88-349-2200-2      |
| 6  | 19 giugno 2017              | ISBN 978-4-08-890555-6      | 22 novembre 2023            | ISBN 978-88-349-1314-7      |
| 7  | 19 gennaio 2018             | ISBN 978-4-08-890846-5      | 10 gennaio 2024             | ISBN 978-88-349-2397-9      |
| 8  | 19 giugno 2018              | ISBN 978-4-08-891052-9      | 20 marzo 2024               | ISBN 978-88-349-2498-3      |
| 9  | 18 gennaio 2019             | ISBN 978-4-08-891218-9      | 15 maggio 2024              | ISBN 978-88-349-2567-6      |
| 10 | 19 settembre 2019           | ISBN 978-4-08-891354-4      | 21 agosto 2024              | ISBN 978-88-349-2714-4      |
| 11 | 19 maggio 2020              | ISBN 978-4-08-891512-8      | 20 novembre 2024            | ISBN 978-88-349-3068-7      |
| 12 | 19 gennaio 2021             | ISBN 978-4-08-891821-1      | 5 febbraio 2025             | ISBN 978-88-349-3225-4      |
| 13 | 19 novembre 2021            | ISBN 978-4-08-892114-3      | 7 maggio 2025               | ISBN 978-88-349-3363-3      |
| 14 | 18 maggio 2022              | ISBN 978-4-08-892280-5      | 20 agosto 2025              | ISBN 978-88-349-3589-7      |
| 15 | 19 gennaio 2023             | ISBN 978-4-08-892579-0      | —                           | —                           |
| 16 | 18 agosto 2023              | ISBN 978-4-08-892766-4      | —                           | —                           |

### Anime
Nel novembre 2021 è stato annunciato che la serie avrebbe ricevuto un adattamento anime dal titolo Malevolent Spirits: Mononogatari. È prodotto da Bandai Namco Pictures e diretto da Ryuichi Kimura, con la sceneggiatura scritta da Keiichirō Ōchi, il character design curato da Shiori Fujisawa e la colonna sonora composta da John Kanda e XELIK. La prima stagione è stata trasmessa dal 9 gennaio al 27 marzo 2023 su Tokyo MX, BS11 e altre reti. La sigla d'apertura è Koigoromo (恋衣? lett. "Vesti d'amore") delle Arcana Project mentre quella di chiusura è Rebind di True. La seconda stagione invece è andata in onda dal 3 luglio al 18 settembre 2023. La sigla d'apertura è Dare ga tame (誰が為? lett. "Per chi") di Megatera Zero mentre quella di chiusura è Private Room (プライベート・ルーム?, Puraibēto Rūmu) di Azusa Tadokoro. Entrambe le stagioni sono state concesse in licenza da Crunchyroll, che le ha pubblicate in simulcast in versione sottotitolata in vari Paesi del mondo, tra cui l'Italia.

#### Episodi

##### Prima stagione
| Nº serie | Nº | Titolo italiano Giapponese 「Kanji」 - Rōmaji | In onda          | In onda |
| Nº serie | Nº | Titolo italiano Giapponese 「Kanji」 - Rōmaji | Giapponese       |         |
| 1        | 1  | Hyoma 「兵馬」 - Hyōma                        | 9 gennaio 2023   |         |
| 2        | 2  | Battigia 「汀線」 - Teisen                    | 16 gennaio 2023  |         |
| 3        | 3  | Inondazione 「溢流」 - Itsuryū                | 23 gennaio 2023  |         |
| 4        | 4  | Accordo 「密契」 - Mikkei                     | 30 gennaio 2023  |         |
| 5        | 5  | Sospetti 「疑惑」 - Giwaku                    | 6 febbraio 2023  |         |
| 6        | 6  | Botan 「牡丹」 - Botan                        | 13 febbraio 2023 |         |
| 7        | 7  | Primi segni 「胎動」 - Taidō                  | 20 febbraio 2023 |         |
| 8        | 8  | Circostanze 「境涯」 - Kyōgai                 | 27 febbraio 2023 |         |
| 9        | 9  | Fuoco misterioso 「怪火」 - Kaika             | 6 marzo 2023     |         |
| 10       | 10 | Bagliore 「眩耀」 - Genyō                     | 13 marzo 2023    |         |
| 11       | 11 | Imboscata 「暗箭」 - Ansen                    | 20 marzo 2023    |         |
| 12       | 12 | Efflorescenza 「花明」 - Kamei                | 27 marzo 2023    |         |

##### Seconda stagione
| Nº serie | Nº | Titolo italiano Giapponese 「Kanji」 - Rōmaji | In onda           | In onda |
| Nº serie | Nº | Titolo italiano Giapponese 「Kanji」 - Rōmaji | Giapponese        |         |
| 13       | 1  | Entrata 「出手」 - Zurute                     | 3 luglio 2023     |         |
| 14       | 2  | Duetto 「番舞」 - Tsugaimai                   | 10 luglio 2023    |         |
| 15       | 3  | Spettro 「暗鬼」 - Anki                       | 17 luglio 2023    |         |
| 16       | 4  | Come un drago 「竜変」 - Ryūhen               | 24 luglio 2023    |         |
| 17       | 5  | Tramonto di luna 「落月」 - Rakugetsu         | 31 luglio 2023    |         |
| 18       | 6  | Giuramento 「弘誓」 - Guzei                   | 7 agosto 2023     |         |
| 19       | 7  | Turbolenza 「波濤」 - Watō                    | 14 agosto 2023    |         |
| 20       | 8  | Fuori stagione 「狂花」 - Kyōhana             | 21 agosto 2023    |         |
| 21       | 9  | Avvento 「来迎」 - Raigō                      | 28 agosto 2023    |         |
| 22       | 10 | Danza 「神楽」 - Kagura                       | 4 settembre 2023  |         |
| 23       | 11 | Scintille 「火花」 - Hibana                   | 11 settembre 2023 |         |
| 24       | 12 | Svolazzante 「風動」 - Fudo                   | 18 settembre 2023 |         |

## Accoglienza
Recensendo il primo episodio dell'adattamento anime, Caitlin Moore di Anime News Network ha affermato che nonostante la sua qualità tecnica, la storia era riuscita a sorprenderla nel suo piccolo, considerando la serie trascurata dal pubblico e più meritevole di altre produzioni mediocri e dimenticabili di quel periodo. Richard Eisenbeis dello stesso sito ha apprezzato il protagonista, la base solida con una potenziale trama per una storia sulla crescita personale che avrebbe potuto rendere l'anime interessante. Nonostante non fosse interessato all'ambientazione presentata, il redattore ha ritenuto che il conflitto personale della storia poteva superare tale limitazione. Rebecca Silvermann ha criticato il protagonista ritenendolo irritante, mentre Nicholas Dupree lo ha considerato troppo stoico e ha affermato che la storia mancava del fascino che poteva avere un'opera che trattava tematiche simili come Noragami.